# Tomasz od św. Jacka
Tomasz od św. Jacka (ur. 1598; zm. 8 września 1628 na wzgórzu Nishizaka (Nagasaki)) – błogosławiony Kościoła katolickiego, japoński dominikanin, męczennik.

## Życiorys
Od wczesnej młodości pomagał dominikańskim misjonarzom jako katechista. Po przybyciu Dominika Castelleta do Nagasaki został jego pomocnikiem. Do zakonu dominikanów wstąpił w 1627 r.
Władze japońskie usiłowały zapobiec szerzeniu się chrześcijaństwa. Tomasz od św. Jacka został aresztowany razem z Antonim od św. Dominika w lipcu 1627 r. Uwięziono ich w Ōmura. W późniejszym czasie dołączył do nich Dominik Castelleta (którego aresztowano 15 czerwca 1628 r.). Przeniesiono ich do więzienia w Nagasaki 7 września 1628 r., a następnego dnia zostali spaleni żywcem na wzgórzu Nishizaka razem z wieloma innymi chrześcijanami.
Został beatyfikowany przez Piusa IX 7 lipca 1867 r. w grupie 205 męczenników japońskich.
Dniem jego wspomnienia jest 10 września (w grupie 205 męczenników japońskich).